# Walter Werner (Schriftsteller)
Walter Werner (* 22. Januar 1922 in Vachdorf; † 6. August 1995 in Untermaßfeld) war ein deutscher Schriftsteller.

## Leben und Werk
Werner kam aus einer Landarbeiterfamilien. Nach der Ausbildung zum Maler nahm er als Soldat der Wehrmacht am Zweiten Weltkrieg teil. Nach der Entlassung aus der Kriegsgefangenschaft begann er Gedichte zu schreiben.
Werner war unter anderem Arbeiter im Simson-Werk Suhl, Instrukteur bei der Vereinigung der gegenseitigen Bauernhilfe und Sekretär des Kreisverbands Meiningen des Kulturbunds. Von 1956 bis 1959 studierte er am Institut für Literatur Johannes R. Becher in Leipzig. Danach lebte er als freier Schriftsteller bis zu seinem Tod 1995 in Untermaßfeld. Er wurde insbesondere von Louis Fürnberg gefördert und hatte eine langjährige Freundschaft mit dem Bildhauer Wolfgang Rommel, der auch eine Porträtplastik Werners schuf.
Werner war einer der profiliertesten Naturlyriker der DDR. Seine Gedichte widmen sich überwiegend der Landschaft Thüringens, insbesondere der Rhön. Als überzeugter, gleichwohl nicht fanatischer Sozialist engagierte er sich beim Aufbau einer DDR-Kultur und besonders bei der Förderung des literarischen Nachwuchses, z. B. als Leiter von „Zirkeln schreibender Arbeiter“.

## Auszeichnungen
- 1962: Max-Reger-Preis[1]
- 1965: Heinrich-Heine-Preis des Ministeriums für Kultur der DDR
- 1975: Louis-Fürnberg-Preis des Rates des Bezirks Erfurt
- 1982: Nationalpreis der DDR II. Klasse für Kunst und Literatur
- 1992: Ehrengabe der Deutschen Schillerstiftung

## Werke
- Licht in der Nacht. Gedichte. Volksverlag, Weimar 1957.
- Dem Echo nach. Gedichte. Volk und Welt, Berlin 1958.
- Bewegte Landschaft. Gedichte. Mitteldeutscher Verlag, Halle 1959.
- Sichtbar wird der Mensch. Ein Poem. Mitteldeutscher Verlag, Halle 1960.
- In den Liedern geboren. Gedichte. Mitteldeutscher Verlag, Halle 1963.
- Die Strohhalmflöte. Skizzen und Etüden. Aufzeichnungen. Mitteldeutscher Verlag, Halle 1965.
- Das unstete Holz. Gedichte. Mitteldeutscher Verlag, Halle 1970.
- Grenzlandschaft. Wegstunden durchs Grabfeld. Mitteldeutscher Verlag, Halle 1972.
- Worte für Holunder. Gedichte. Mitteldeutscher Verlag, Halle 1974.
- Poesiealbum 95: Walter Werner. Auswahl von Bernd Jentzsch. Neues Leben, Berlin 1975.
- Die verführerischen Gedanken der Schmetterlinge. Gedichte. Hrsg. von Adolf Endler. Reclam, Leipzig 1979.
- Der Traum zu wandern. Aus Jahreszeiten und Jahrzehnten. Lebenserinnerungen. Mitteldeutscher Verlag, Halle, Leipzig 1979.
- Der Baum wächst durchs Gebirge. Gedichte. Mitteldeutscher Verlag, Halle, Leipzig 1982.
- Das Gras hält meinen Schatten. Gedichte – Prosa – Aufsätze. Hrsg. und mit einem Nachwort von Gerhard Wolf. Mitteldeutscher Verlag, Halle, Leipzig 1982.
- Tautreten unterm Regenbogen. Gedichte. Mit einer Einleitung von Gerhard Wolf und einem Essay des Dichters. Frankenschwelle, Hildburghausen; Südthüringer Verlag, Barchfeld 1992, ISBN 3-86180-021-7.
- Fuß im Geröll. Gedichte, Mit einem Nachwort von Wilhelm Bartsch. Mitteldeutscher Verlag, Halle 1996, ISBN 3-354-00887-3.
- Nach weißem Mondlicht tauchen. Gedichte. Hrsg. von Astrid Debes. Goldhelm, Manebach 2001, ISBN 3-931101-05-3.
- Gewöhnliche Landschaft. Thüringische Gedichte. Hrsg. und mit einem Nachwort versehen von Wulf Kirsten. Quartus, Bucha bei Jena 2002, ISBN 3-931505-92-8.
- Klopfzeichen. Texte aus dem Nachlass. Auswahl von Cornelia Cieslar. Wartburg, Weimar 2002, ISBN 3-86160-307-1 (Edition Muschelkalk der Literarischen Gesellschaft Thüringen, Band 7).